# Infantes de la Cerda
El nombre de Infantes de la Cerda designa a los dos hijos del infante Fernando de la Cerda, primogénito y heredero del rey de Castilla Alfonso X El Sabio:  Alfonso de la Cerda y Fernando de la Cerda.

## Biografía
Del matrimonio del infante Fernando de la Cerda y Blanca de Francia, hija del rey Luis IX de Francia, nacieron los infantes Alfonso y Fernando, dando origen al linaje de La Cerda.

## Alfonso de la Cerda
Alfonso de la Cerda (Valladolid 1270- Piedrahíta 1324/25), que debía suceder a su abuelo Alfonso X de Castilla El Sabio,  como rey de Toledo, contaba, a la muerte de este, con solo 14 años de edad, por lo que no pudo evitar que se incumpliera el testamento de su abuelo.
Al morir Fernando de la Cerda antes que su padre el rey Alfonso X, la Corona de Castilla le correspondía al mayor de los hijos de este, Alfonso. Es lo que deseaba el rey Alfonso X, quien lo sostuvo en algunas ocasiones ya que moralmente por la ley que él había creado, el heredero era su nieto Alfonso, como hijo mayor de su primogénito. Pero el segundo hijo de Alfonso X, llamado Sancho, de fuerte carácter y estatura, arrebató el trono a su padre y así a su sobrino y se proclamó rey de Castilla, pasando a la historia como Sancho IV, llamado "El Bravo". Esto fue a consecuencia de la publicación de Las Siete Partidas de Alfonso X, donde se establece una norma de primogenitura para heredar la Corona, pasando el reino de padres a hijos varones primogénitos o sus descendientes varones primogénitos. 
El infante Alfonso de la Cerda, llamado "El de España", intentó recuperar el trono de Castilla, que le había arrebatado su tío Sancho, con la ayuda del rey de Aragón y de algunos fieles castellanos, pero en 1304 por el tratado de Torrellas, los reyes Jaime II de Aragón y Fernando IV de Castilla, acordaron la renuncia de Alfonso a todos sus derechos al trono de Castilla, y en compensación fue designado señor de Alba, Béjar y Gibraleón.
Alfonso, que ya había tenido a su primogénito soltero, se estableció en Francia, donde casó con Matilde de Narbona, una noble de segundo linaje, siendo el rey francés Carlos IV quien le confirió la dignidad de barón de Lunel. Todo ello le imposibilitaba para ser rey.
De su hijo Luis (1290-1348), casado con Leonor de Guzmán, procede su nieta Isabel de la Cerda (?-1382), casada con Bernal de Bearn y Foix, hijo natural de Gastón III Febus y Caterina de Rabat, que fue hecho conde de Medinaceli (29 de julio de 1368) por Enrique II de Castilla, elevado a duque de Medinacelli (31 de octubre de 1479) por los Reyes Católicos a favor de su descendiente, Luis de la Cerda y de la Vega (V conde de Medinaceli), dando origen a la Casa Ducal de Medinaceli.

## Fernando de la Cerda
Fernando de la Cerda (1275-1322), segundo hijo de Fernando de la Cerda y Blanca de Francia, existen pocos datos de este infante que permaneció como rehén en Alicante muchos años de su tío el rey de Aragón, casado con Juana Núñez de Lara. Tuvo descendencia pero solo sobrevivió una rama a través de la reina Juana Manuel de Villena de la Cerda.

## Descendientes
Los dos infantes, hijos de Fernando de la Cerda, tuvieron amplia descendencia, dando lugar al linaje "La Cerda", entroncando con descendientes del rey Sancho IV de Castilla, con la Casa Real de Orleans-Braganza, y numerosas familias de la alta nobleza española, francesa, alemana y portuguesa. Así como otras casas nobles de segunda escala a través de sus numerosos hijos naturales.
- Datos: Q5915673